# يونس الصافي
يونس الصافي (1898- 1962)، وهو سياسي واداري عراقي شغل مناصب هامة منها منصب سكرتير مجلس الوزراء (المترجم والمحرر الأول) في عهد الملك غازي الأول.

## ولادته ولقبه
هو يونس بن عبد الله عوني بن خليل بن عثمان بن إبراهيم بن عبد الله بن علي الصافي يعتبر عميد أسرة آل الصافي العراقية ولقد ولد في 20 ربيع الأول من عام 1316هـ، الموافق 8 آب 1898م.

## دراسته
تعلم يونس القراءة والكتابة في الكتاتيب، وأتم دراسته الابتدائية ثم الثانوية ببغداد وبعدها التحق بكلية الحقوق وتخرج منها في عام 1925.

## عائلته
تزوج من ابنة الحاج علي حسين جلبي الخيرو عام 1925.
ومن عائلته شقيقه يوسف الصافي مدير عام مديرية المساحة العامة عام 1953، وكذلك شقيقه الدكتور يحيى الصافي عميد كلية الصيدلة للفترة من عام 1946-1952، وهو والد الكيميائي الاستشاري طارق الصافي، واللواء سعد الصافي، والبروفسور الدكتور فائق الصافي، والمهندس الاستشاري عدنان الصافي، والمهندس الاستشاري أيسر الصافي.

## المناصب والأعمال
وقد شغل يونس الصافي عدة مناصب ووظائف في المملكة العراقية منها مدير ناحية، وقائم مقام، ومعاون متصرف، ومتصرف بالوكالة، ثم مدير عام المنتوجات المحلية (مدير عام التموين) إضافة إلى انه شغل في عقد الثلاثينيات من القرن العشرين منصب سكرتير مجلس الوزراء (المترجم والمحرر الأول) في عهد الملك غازي الأول وكذلك شغل منصب مميز اسكان العشائر في وزارة الداخلية العراقية.

## وفاته
توفي في بغداد في العاشر من ربيع الثاني 1382 هـ، الموافق 10 أيلول 1962م.